# Dronningborg Slot
Dronningborg Slot var et gråbrødrekloster i Randers, som efter Reformationen blev ombygget til slot af Christian III.
Slottet blev nedrevet i tiden fra 1721 til 1756.